# Franz Fischler
Franz Fischler (23 de setembro de 1946) é um engenheiro agrônomo e político austríaco, que foi Comissário Europeu para a Agricultura, Desenvolvimento Rural e Pescas entre 1995 e 2004.
Nascido en Absam, no Tirol, estudou agronomia na Universidade de Ciências da Agricultura de Viena, e fez o seu doutoramento em 1978. Trabalhou como assistente na Universidade de 1973 até 1979, e na Câmara de Agricultura do Tirol, para ocupar finalmente o posto de diretor desta última de 1985 até 1989.
Entre 1989 e 1994 Fischler foi o Ministro Federal para a Agricultura e Silvicultura, e a partir de 1990 membro eleito do Conselho Nacional da Áustria. Em 1995 tomou posse como Comissário Europeu em Bruxelas, sendo responsável pela agricultura e desenvolvimento rural. Em 1999 as pescas passaram também a estar entre as suas responsabilidades.
No conselho celebrado em 1999, em Berlim, Franz Fischler teve grande influência na Agenda 2000.